# رادولف کائنی
رادولف کائنی (انگلیسی: Ralph of Caen)، کشیش و وقایع‌نگار صلیبی و نویسنده کتاب گشتا تانکردی که یکی از گزارش‌های ادبی پیچیده و تصنعی به زبان لاتین دربارهٔ نخستین جنگ صلیبی و نخستین سال‌های استقرار صلیبیون در سرزمین‌های شرق مدیترانه است.
وی به احتمال زیاد در حدود سال ۱۰۸۰ در شهر کان فرانسه زاده شد. وی در جوانی به جماعت رهبانیت کلیسا درآمد و سپس به تحصیل تاریخ و شعر به زبان‌های لاتین و یونانی قدیم پرداخت؛ که به اعتلای اسلوب نگارش و فصاحت و زبان‌آوری وی منجر گردید که تا حد زیادی در نوشته‌هایش منعکس شده‌است. وی پس از مرگ تانکرد و در فاصله سال‌های ۱۱۱۲ تا ۱۱۱۸ به تألیف کتابش اقدام کرد آن را به آرنولف شوک، معلم سابق خود که بعدها اسقف اعظم اورشلیم شد، تقدیم کرد. از آنجا که وی یکی از همراهان بوهموند و تانکرد بوده، اساساً به اطلاعات آنها اعتماد نموده‌است و به نظر می‌رسد اثرش یک ارزیابی از نقش و عملکرد نورمن‌ها در وقایع و حوادث جنگ صلیبی و لشکرکشی‌های سال‌های ۱۰۹۹ تا ۱۱۰۸ باشد.
افزون بر آن وی در این اثر، به ثبت خاطرات و عملکرد تانکرد در جریان نخستین جنگ صلیبی و پس از آن پرداخته‌است. افزون بر آن وی در اثرش به تاریخ شاهزاده‌نشین انطاکیه نیز پرداخته‌است که تانکرد پس از مرگ بوهموند به حکومت آنجا رسید.